# Cedar Hills (Utah)
Pour les articles homonymes, voir Cedar Hills.
La ville de Cedar Hills est située dans le comté d'Utah, dans l’État de l’Utah, aux États-Unis. Sa population s’élevait à 9 796 habitants lors du recensement de 2010, estimée à 10 334 habitants en 2017.
Cedar Hills doit son nom aux collines couvertes de cèdres (en anglais cedar) que l’on trouve dans la région.

## Source
- (en) Cet article est partiellement ou en totalité issu de l’article de Wikipédia en anglais intitulé « Cedar Hills, Utah » (voir la liste des auteurs).